# Stereophyllum radiculosum
Stereophyllum radiculosum är en bladmossart som beskrevs av Mitten 1869. Stereophyllum radiculosum ingår i släktet Stereophyllum och familjen Stereophyllaceae. Inga underarter finns listade i Catalogue of Life.